# 光映新社
株式会社光映新社（こうえいしんしゃ）は、1934年12月に発足した東宝系列の機材会社。

## 概要
1932年6月のP.C.L.発足以来、施設は存在していた。1934年12月に現像所が完成し、東宝現像所としてスタートする。1936年7月に現像所に2階を増築し、モノクロ時代の東宝作品を一手に引き受けていた。1959年11月にキヌタ・ラボラトリーと改名して株式会社化し、1973年11月16日に現在の名前に改称してラボ作業を取り止め、機材会社として現在に至る。

## 担当作品
- 1945年 - 『續姿三四郎』
- 1953年 - 『夫婦』、『妻』、『太平洋の鷲』
- 1954年 - 『さらばラバウル』、『七人の侍』、『晩菊』、『ゴジラ』、『透明人間』
- 1955年 - 『浮雲』、『ゴジラの逆襲』、『獣人雪男』
- 1956年 - 『乱菊物語』、『殉愛』、『流れる』
- 1960年 - 『黒い画集 あるサラリーマンの証言』、『悪い奴ほどよく眠る』
- 1961年 - 『黒い画集 第二話 寒流』
- 1962年 - 『早乙女家の娘たち』
- 1966年 - 『ウルトラQ』、『ウルトラマン』、『快獣ブースカ』、『女の中にいる他人』
- 1967年 - 『殺人狂時代』、『ウルトラセブン』、『マイティジャック』、『怪奇大作戦』
- 1971年 - 『帰ってきたウルトラマン』